# Speedway Ekstraliga (2021)
Speedway Ekstraliga 2021 (spons. PGE Ekstraliga) – dwudziesty drugi, od czasu uruchomienia Speedway Ekstraligi i 74. w historii sezon rozgrywek najwyższego szczebla o Drużynowe mistrzostwo Polski. Tytułu mistrza Polski z sezonu 2020 broniła Fogo Unia Leszno, która wygrała cztery poprzednie edycje. Do Ekstraligi awans wywalczył eWinner Apator Toruń, który zajął pierwsze miejsce w rozgrywkach I Ligi. Zespół z Torunia wrócił do najwyższej klasy rozgrywkowej po rocznej przerwie.
Inaugurację rozgrywek zaplanowano na 3 kwietnia.
Sezon 2021 przyniósł szereg zmian regulaminowych. W składach meczowych zespołów, pod numerami 1-5; 9-13, musiał znaleźć się zawodnik do lat 24., niezależnie od narodowości. Drużyny mogły skorzystać tylko z jednego gościa, pod warunkiem potwierdzenia koronawirusa u jednego z 5. najskuteczniejszych zawodników w składzie. Zmieniony Regulamin Przynależności Klubowej wprowadził ograniczenie dla zawodników startujących w Ekstralidze. Poza polską ligą mogli wystąpić tylko w jednej lidze zagranicznej.
W rozegranych 18 czerwca w Toruniu Indywidualnych Międzynarodowych Mistrzostwach Ekstraligi im. Zenona Plecha, zwyciężył Jason Doyle. Australijczyk w finale zawodów pokonał Janusza Kołodzieja oraz obrońcę tytułu Bartosza Zmarzlika.
Z najwyższą klasą rozgrywkową po 15. latach pożegnał się Marwis.pl Falubaz Zielona Góra. W meczach półfinałowych zmierzyły się ze sobą: Betard Sparta Wrocław z Fogo Unią Leszno oraz Motor Lublin z Moje Bermudy Stalą Gorzów Wielkopolski.
W wielkim finale Betard Sparta Wrocław pokonała Motor Lublin (w dwumeczu 95–85) i zdobyła 5. tytuł Drużynowych Mistrzostw Polski i pierwszy od 15 lat. W meczu o brązowy medal Moje Bermudy Stal Gorzów Wielkopolski wygrała z Fogo Unią Leszno 98–82.
22 grudnia poinformowano o podpisaniu nowej umowy sponsorskiej pomiędzy Polską Grupą Energetyczną a Speedway Ekstraligą. Przez trzy kolejne sezony Grupa PGE pozostanie sponsorem tytularnym rozgrywek.

## Zespoły
W rozgrywkach wzięło udział osiem zespołów. Siedem najlepszych ekip z poprzedniego sezonu oraz zwycięzca Nice 1. Ligi Żużlowej 2020 - eWinner Apator Toruń. Zespół z Torunia zastąpi PGG ROW Rybnik, który po jednym sezonie spadł z najwyższej klasy rozgrywkowej. W komunikacie Zespołu ds. Licencji z dnia 9 grudnia 2020, potwierdzono przyznanie licencji na sezon 2021 wszystkim ośmiu klubom PGE Ekstraligi.

### Stadiony i lokalizacje
| Drużyna                               | Stadion                                      | Pojemność | Miejsce w EŻ 2020 |
| ------------------------------------- | -------------------------------------------- | --------- | ----------------- |
| Fogo Unia Leszno                      | Stadion im. Alfreda Smoczyka                 | 16 700    | 1. miejsce        |
| Moje Bermudy Stal Gorzów Wielkopolski | Stadion im. Edwarda Jancarza                 | 15 024    | 2. miejsce        |
| Betard Sparta Wrocław                 | Stadion Olimpijski we Wrocławiu              | 13 000    | 3. miejsce        |
| Marwis.pl Falubaz Zielona Góra        | Stadion Żużlowy w Zielonej Górze             | 14 000    | 4. miejsce        |
| Eltrox Włókniarz Częstochowa          | SGP Arena Częstochowa                        | 16 850    | 5. miejsce        |
| Motor Lublin                          | Stadion MOSiR Bystrzyca                      | 9 800     | 6. miejsce        |
| ZOOLeszcz DPV LOGISTIC GKM Grudziądz  | Stadion Żużlowy w Grudziądzu                 | 8 000     | 7. miejsce        |
| eWinner Apator Toruń                  | Motoarena Toruń im. Mariana Rosego w Toruniu | 15 500    | beniaminek        |

### Personel
| Drużyna                               | Menedżer             | Trener            | Kierownik drużyny    | Kapitan             |        |
| ------------------------------------- | -------------------- | ----------------- | -------------------- | ------------------- | ------ |
| Fogo Unia Leszno                      | Piotr Baron          | Roman Jankowski   | Mateusz Gryczka      | Piotr Pawlicki      | [ 15 ] |
| Moje Bermudy Stal Gorzów Wielkopolski | –                    | Stanisław Chomski | Krzysztof Orzeł      | Bartosz Zmarzlik    | [ 16 ] |
| Betard Sparta Wrocław                 | –                    | Dariusz Śledź     | Krzysztof Gałańdziuk | Maciej Janowski     | [ 17 ] |
| Marwis.pl Falubaz Zielona Góra        | Tomasz Szymankiewicz | Piotr Żyto        | Marek Mróz           | Piotr Protasiewicz  | [ 18 ] |
| Eltrox Włókniarz Częstochowa          | Jarosław Dymek       | Piotr Świderski   | b.d.                 | Leon Madsen         | [ 19 ] |
| Motor Lublin                          | Jacek Ziółkowski     | Maciej Kuciapa    | Marcin Świderski     | Grigorij Łaguta     | [ 20 ] |
| ZOOLeszcz DPV LOGISTIC GKM Grudziądz  | –                    | Janusz Ślączka    | Rafał Wojciechowski  | Przemysław Pawlicki | [ 21 ] |
| eWinner Apator Toruń                  | Tomasz Bajerski      | Tomasz Bajerski   | Tomasz Zieliński     | Adrian Miedziński   | [ 22 ] |

### Zmiany trenerów
| Drużyna                              | Odchodzący trener | Przyczyna         | Data zwolnienia   | Miejsce w tabeli | Przychodzący trener | Data ogłoszenia   |
| ------------------------------------ | ----------------- | ----------------- | ----------------- | ---------------- | ------------------- | ----------------- |
| ZOOLeszcz DPV LOGISTIC GKM Grudziądz | Robert Kempiński  | Rozwiązanie umowy | 12 listopada 2020 | Przed sezonem    | Janusz Ślączka      | 12 listopada 2020 |

12 listopada 2020 GKM Grudziądz ogłosił, że nowym trenerem drużyny zostanie Janusz Ślączka. Zastąpił on Roberta Kempińskiego, który sprawował tę funkcję od 2008 roku.

## Rozgrywki

### Runda zasadnicza
Początek rundy zasadniczej zaplanowano na 3 kwietnia, a zakończenie na 22 sierpnia 2021. Inauguracyjny mecz nowego sezonu pomiędzy Motorem Lublin a Włókniarzem Częstochowa został przełożony z powodu wystąpienia zakażenia koronawirusem u zawodników Motoru. Z tej samej przyczyny do skutku nie doszedł mecz między GKM Grudziądz a Betard Spartą Wrocław. 4 kwietnia, w pierwszym meczu sezonu beniaminek eWinner Apator Toruń pokonał Marwis.pl Falubaz Zielona Góra 51–39. W pierwszej rundzie byliśmy również świadkami spotkania ubiegłorocznych: mistrza i wicemistrza Polski. Fogo Unia Leszno przegrała na własnym stadionie z Moje Bermudy Stalą Gorzów 42–48. Ta porażka zakończyła serię 30. wygranych spotkań z rzędu Unii na torze w Lesznie.

#### Tabela
| Poz. | Drużyna                               | M  | Z  | R | P  | B | Pkt | +/-  | Kwalifikacja lub spadek |
| ---- | ------------------------------------- | -- | -- | - | -- | - | --- | ---- | ----------------------- |
| 1    | Betard Sparta Wrocław (M)             | 14 | 12 | 0 | 2  | 6 | 30  | +173 | Awans do Play-off       |
| 2    | Motor Lublin                          | 14 | 9  | 1 | 4  | 5 | 24  | +44  | Awans do Play-off       |
| 3    | Moje Bermudy Stal Gorzów Wielkopolski | 14 | 9  | 0 | 5  | 5 | 23  | +43  | Awans do Play-off       |
| 4    | Fogo Unia Leszno                      | 14 | 9  | 0 | 5  | 4 | 22  | +54  | Awans do Play-off       |
| 5    | Eltrox Włókniarz Częstochowa          | 14 | 7  | 0 | 7  | 4 | 18  | +28  |                         |
| 6    | eWinner Apator Toruń                  | 14 | 3  | 1 | 10 | 2 | 9   | −64  |                         |
| 7    | ZOOLeszcz DPV LOGISTIC GKM Grudziądz  | 14 | 2  | 3 | 9  | 0 | 7   | −158 |                         |
| 8    | Marwis.pl Falubaz Zielona Góra (S)    | 14 | 2  | 1 | 11 | 1 | 6   | −120 | Spadek do PLŻ. 1        |

#### Wyniki
| Gospodarz \ Gość                      | WRO   | LUB   | GOR   | LES   | CZE   | TOR   | GRU   | ZIE   |
| ------------------------------------- | ----- | ----- | ----- | ----- | ----- | ----- | ----- | ----- |
| Betard Sparta Wrocław                 | —     | 51–39 | 52–38 | 47–43 | 48–42 | 51–39 | 63–27 | 53–37 |
| Motor Lublin                          | 52–38 | —     | 46–43 | 49–41 | 49–41 | 51–39 | 56–33 | 58–32 |
| Moje Bermudy Stal Gorzów Wielkopolski | 30–42 | 52–38 | —     | 47–43 | 44–46 | 50–40 | 49–41 | 48–42 |
| Fogo Unia Leszno                      | 41–49 | 48–42 | 42–48 | —     | 47–43 | 47–43 | 56–34 | 54–36 |
| Eltrox Włókniarz Częstochowa          | 38–52 | 56–34 | 39–51 | 41–49 | —     | 58–32 | 54–36 | 49–41 |
| eWinner Apator Toruń                  | 36–54 | 44–46 | 50–40 | 41–49 | 41–49 | —     | 55–35 | 51–39 |
| ZOOLeszcz DPV LOGISTIC GKM Grudziądz  | 45–44 | 45–45 | 38–52 | 39–51 | 48–42 | 45–45 | —     | 45–45 |
| Marwis.pl Falubaz Zielona Góra        | 27–63 | 44–46 | 40–50 | 44–46 | 44–46 | 48–42 | 51–39 | —     |

1. ↑  Mecz zakończony po 12. biegach[29]

### Play-off
Start rundy play-off przewidziano na 5 września. Ostateczne rozstrzygnięcia poznaliśmy 26 września 2021. Betard Sparta Wrocław dzięki zwycięstwu nad Stalą Gorzów Wielkopolski na kolejkę przed końcem rundy zasadniczej, zapewniła sobie pierwsze miejsce w tabeli. Skład play-off uzupełniły Stal Gorzów, Motor Lublin oraz Fogo Unia Leszno, która w 13. rundzie pokonała w Zielonej Górze Falubaz. Goście rozstrzygnęli to spotkanie w ostatnim wyścigu.
|  |           |                                       |              |              |           |    |                       |                       |       |       |       |       |
|  | Półfinały | Półfinały                             | Półfinały    | Półfinały    | Półfinały |    |                       | Finał                 | Finał | Finał | Finał | Finał |
|  | Półfinały | Półfinały                             | Półfinały    | Półfinały    | Półfinały |    |                       | Finał                 | Finał | Finał | Finał | Finał |
|  |           |                                       |              |              |           |    |                       |                       |       |       |       |       |
|  |           |                                       |              |              |           |    |                       |                       |       |       |       |       |
|  | 1.        | Betard Sparta Wrocław                 | 49           | 47           |           |    |                       |                       |       |       |       |       |
|  | 1.        | Betard Sparta Wrocław                 | 49           | 47           |           |    |                       |                       |       |       |       |       |
|  | 4.        | Fogo Unia Leszno                      | 41           | 43           |           |    |                       |                       |       |       |       |       |
|  | 4.        | Fogo Unia Leszno                      | 41           | 43           |           |    | Betard Sparta Wrocław | Betard Sparta Wrocław | 45    | 50    |       |       |
|  |           |                                       |              |              |           |    | Betard Sparta Wrocław | Betard Sparta Wrocław | 45    | 50    |       |       |
|  |           |                                       | Motor Lublin | Motor Lublin | 45        | 40 |                       |                       |       |       |       |       |
|  | 2.        | Motor Lublin                          | Motor Lublin | Motor Lublin | 45        | 40 | 49                    | 47                    |       |       |       |       |
|  | 2.        | Motor Lublin                          |              |              |           |    |                       |                       |       |       |       |       |
|  | 3.        | Moje Bermudy Stal Gorzów Wielkopolski | 41           | 43           |           |    |                       |                       |       |       |       |       |
|  | 3.        | Moje Bermudy Stal Gorzów Wielkopolski | 41           | 43           |           |    |                       |                       |       |       |       |       |
|  |           |                                       |              |              |           |    |                       |                       |       |       |       |       |

Źródło: PGE Ekstraliga

#### Półfinały
W pierwszej parze półfinałowej rywalizowały Betard Sparta Wrocław i Fogo Unia Leszno, a w drugiej Motor Lublin z Moje Bermudy Stalą Gorzów Wielkopolski. Pierwsze mecze rozegrano 5, a rewanże 12 września.
| 5 września 2021 | Fogo Unia Leszno   | 41:49 | Betard Sparta Wrocław | Stadion im. Alfreda Smoczyka w Lesznie Sędzia: Piotr Lis |
| 5 września 2021 | Jaimon Lidsey 11+1 | 41:49 | Maciej Janowski 11+1  | Stadion im. Alfreda Smoczyka w Lesznie Sędzia: Piotr Lis |

| 12 września 2021 | Betard Sparta Wrocław | 47:43 | Fogo Unia Leszno | Stadion Olimpijski we Wrocławiu Sędzia: Michał Sasień |
| 12 września 2021 | Maciej Janowski 12    | 47:43 | Jason Doyle 17   | Stadion Olimpijski we Wrocławiu Sędzia: Michał Sasień |

### Baraże
W tym sezonie zrezygnowano z rozgrywania meczów barażowych pomiędzy 7. drużyną Ekstraligi a 2. zespołem Pierwszej Ligi.

### Końcowa klasyfikacja
| Speedway Ekstraliga 2021 | Speedway Ekstraliga 2021                                  |
| ------------------------ | --------------------------------------------------------- |
|                          | Betard Sparta Wrocław                                     |
|                          | Motor Lublin                                              |
|                          | Moje Bermudy Stal Gorzów Wielkopolski                     |
| 4.                       | Fogo Unia Leszno                                          |
| 5.                       | Eltrox Włókniarz Częstochowa                              |
| 6.                       | eWinner Apator Toruń                                      |
| 7.                       | ZOOLeszcz DPV LOGISTIC GKM Grudziądz                      |
| 8.                       | Marwis.pl Falubaz Zielona Góra Spadek do 1. Ligi żużlowej |

## Statystyki

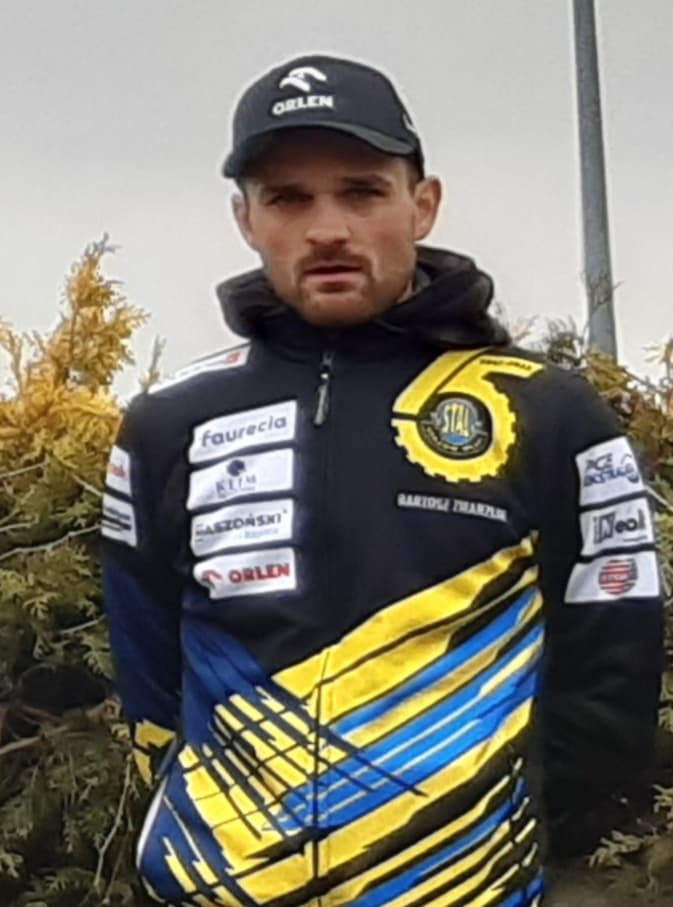
Bartosz Zmarzlik – zawodnik z najlepszą średnią biegową oraz zdobywca największej liczby punktów

| Poz | Zawodnik         | Klub | Średnia |
| --- | ---------------- | ---- | ------- |
| 1.  | Bartosz Zmarzlik | GOR  | 2.649   |
| 2.  | Maciej Janowski  | WRO  | 2.582   |
| 3.  | Artiom Łaguta    | WRO  | 2.360   |
| 4.  | Jason Doyle      | LES  | 2.253   |
| 5.  | Leon Madsen      | CZE  | 2.219   |

| Poz | Zawodnik         | Klub | Punkty |
| --- | ---------------- | ---- | ------ |
| 1.  | Bartosz Zmarzlik | GOR  | 253    |
| 2.  | Maciej Janowski  | WRO  | 216    |
| 3.  | Artiom Łaguta    | WRO  | 201    |
| 4.  | Jason Doyle      | LES  | 197    |
| 5.  | Mikkel Michelsen | LUB  | 183    |